# Kumbarahalli, Belur
Kumbarahalli là một làng thuộc tehsil Belur, huyện Hassan, bang Karnataka, Ấn Độ.